# Лауниц, Роберт
Роберт Лауниц (англ. Robert Eberhard Launitz; 4 ноября 1806, Рига — 13 декабря 1870, Нью-Йорк, Нью-Йорк) — американский скульптор.

## Биография
Родился 4 ноября 1806 года в Риге, Лифляндская губерния, в семье балтийских немцев.
Получил классическое военное образование и готовился к военной карьере. Однако у Роберта проявился интерес к искусству, и по совету дяди, скульптора Эдуарда Лауница, он отправился на учёбу в Рим. Там он сначала обучался у своего дяди, а позже — у датского скульптора Бертеля Торвальдсена. Затем Лауниц в 1828 году переехал в США и поселился в Нью-Йорке, совершенно не зная английского языка. Он нашел работу в качестве подмастерья у скульптора Джона Фрэзи. Они стали партнёрами в 1831 году, но в 1837 году их партнёрство окончилось.
Также занимался обучением молодых скульпторов, среди его учеников был Томас Кроуфорд. В 1833 году Лауниц был избран членом Национальной академии дизайна.
Умер 13 декабря 1870 года в Нью-Йорке. Считается отцом монументально-мемориального искусства в Америке.

## Труды

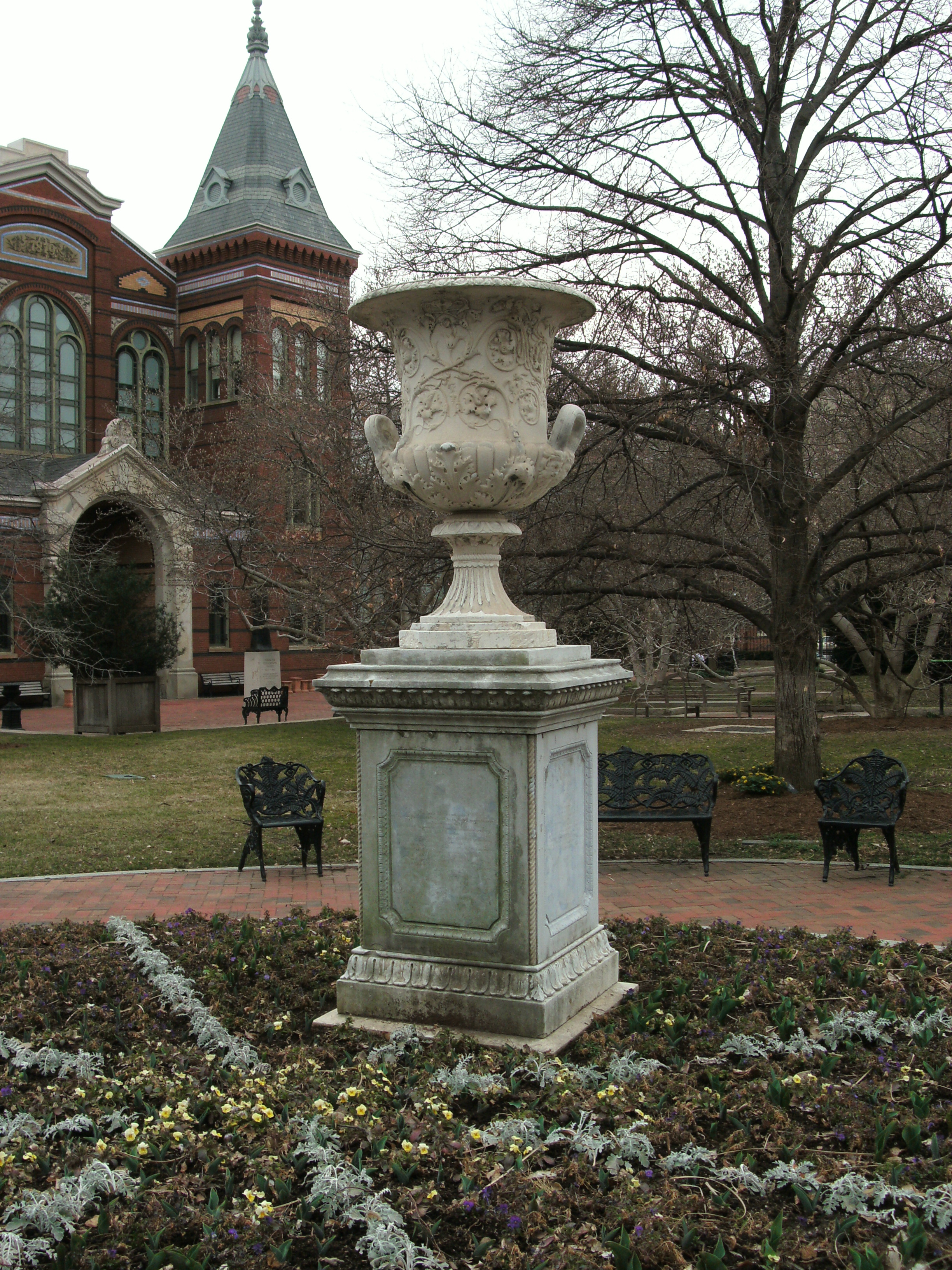
Мемориальная урна Эндрю Даунингу работы Лауница

Многие работы Лауница выполнены для мемориальных целей: статуи, памятники, урны.
Он занимался подбором материала и отделкой поверхности Монумента Вашингтону; отвечал за памятник и конкретно статую Казимиру Пулавскому в городе Саванна, штат Джорджия; выполнил памятник битве за Франкфорт, штат Кентукки; создал памятник генералу Джорджу Томасу в городе Трой, штат Нью-Йорк; а также многие мемориальные произведения, которые находятся на нью-йоркском кладбище Грин-Вуд.